# Xanthorhoe brujata
Xanthorhoe brujata là một loài bướm đêm trong họ Geometridae.